# فرست ناشونال بنك
فرست ناشونال بنك (First National Bank)، هو مصرف مالي لبناني. تأسس في العام 1991 تحت اسم (بنك التجارة - Bank of Commerce SAL). 

استمر البنك بالقيام بأنشطة مصرفية محدودة حتى العام 1994، حيث استحوت مجموعة من رجال الأعمال الخليجيين على أسهم البنك ومن بينهم السيد محمد جاسم الصقر. 

في العام 2000، استحوذت شركة (Lebanon Invest SAL ) على 62% من أسهم المصرف، وفي العام 2002 اندمج المصرف المذكور مع بنك Societe Bancaire du Liban ، SBL وتم تغيير الاسم إلى ( First National Bank ). 

يضم المصرف 24 فرعا له في لبنان.